# Caraphia laosica
Caraphia laosica är en skalbaggsart som beskrevs av J. Linsley Gressitt och Yves Rondon 1970. Caraphia laosica ingår i släktet Caraphia och familjen långhorningar.
Artens utbredningsområde är Laos. Inga underarter finns listade.